# Красноставка
Красноставка — колишнє село, нині присілок села Добра Маньківського району Черкаської області.

## Історія

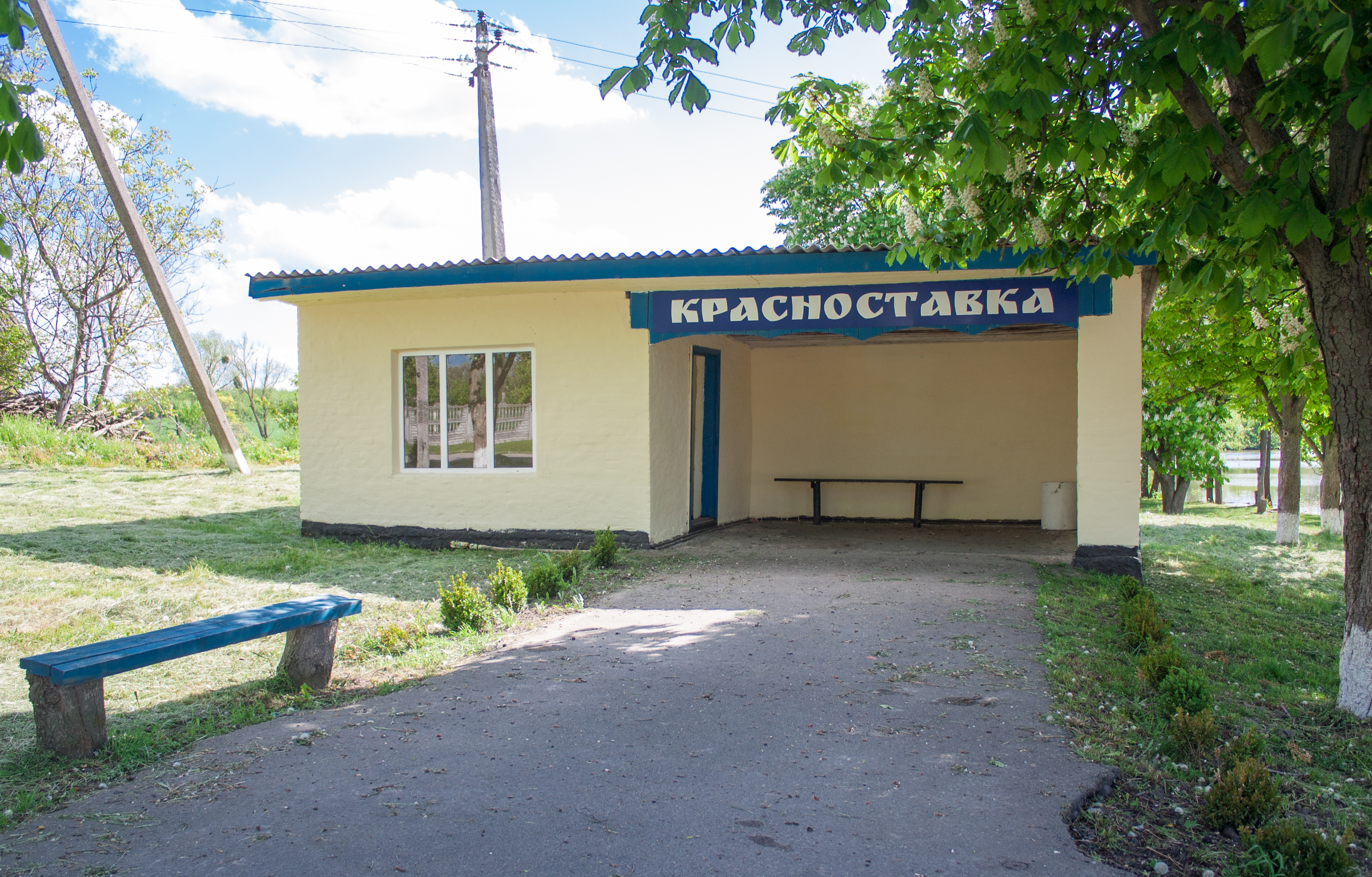
Автобусна зупинка

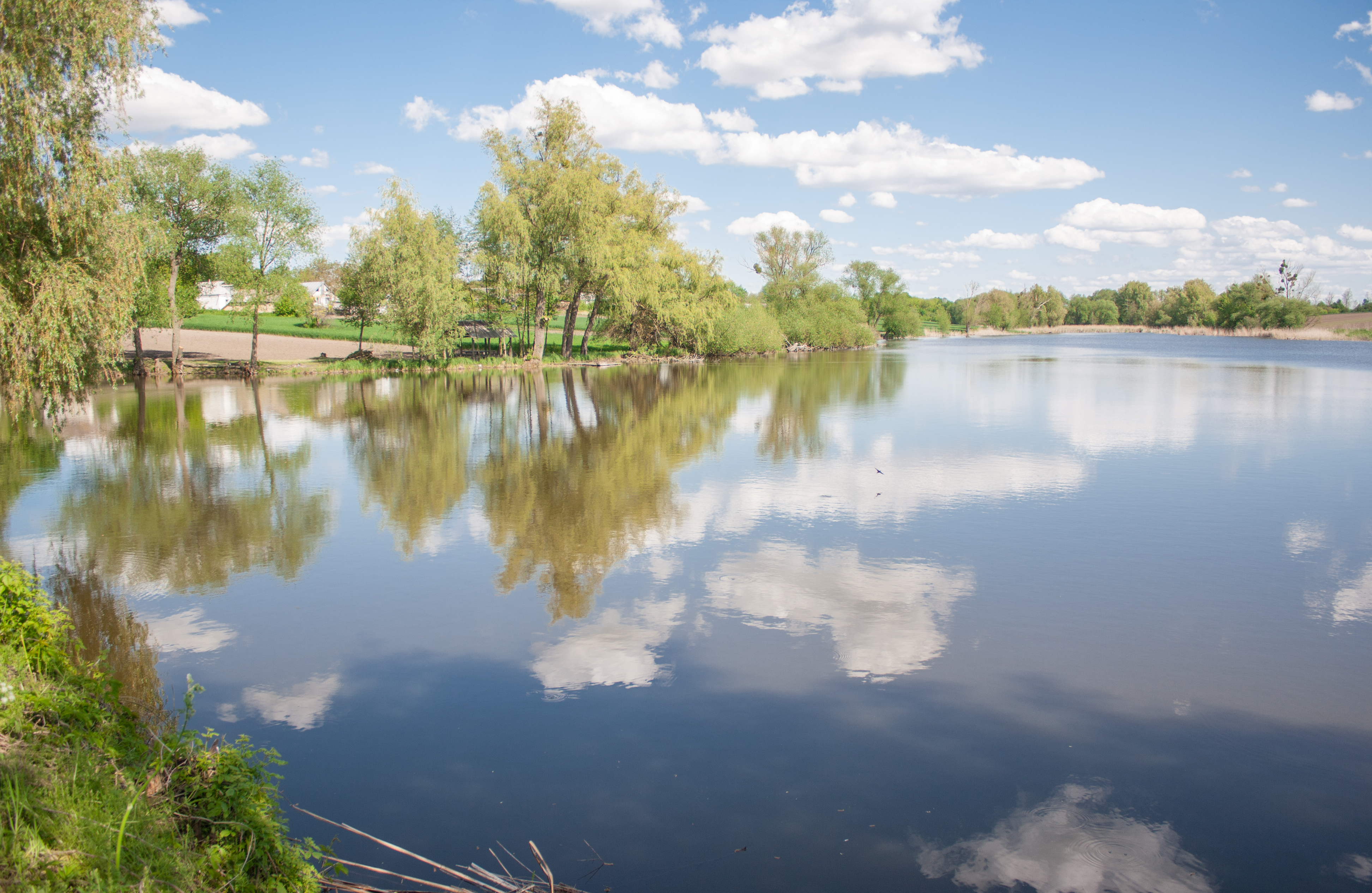
Ставок

Село знане з середини XVII століття. Назва походить від червоного віддзеркалення в ставу, коли перший поселенець прибув до тієї місцевості й побачив іржавого кольору воду (о, красний став!), поблизу нього й звів хату.

У 1864 році Лаврентій Похилевич так писав про це село: 
|  | Красноставка, село при реке Конелой, между Цыбермановкой и Соколовкой в 4-х верстах от каждого из этих сел. Расположено как по реке Конеле, так и по ручью безымянному из полей текушему. Юго-восточная часть села называется Доброе и считается за особое село, хотя состоит в непрерывной связи с Красноставкой и составляет одно владельческое имение. Жителей обоего пола считается в Красноставке 568, в Доброй 1460; земли в обоих 4316 десятин. Принадлежит флориану Рожицкому (латинского исповедания). Церковь на Красноставке Покровская, деревянная, 7-го класса; земли имеет 36 десятин; построена 1773 года. Колокольня каменная. |

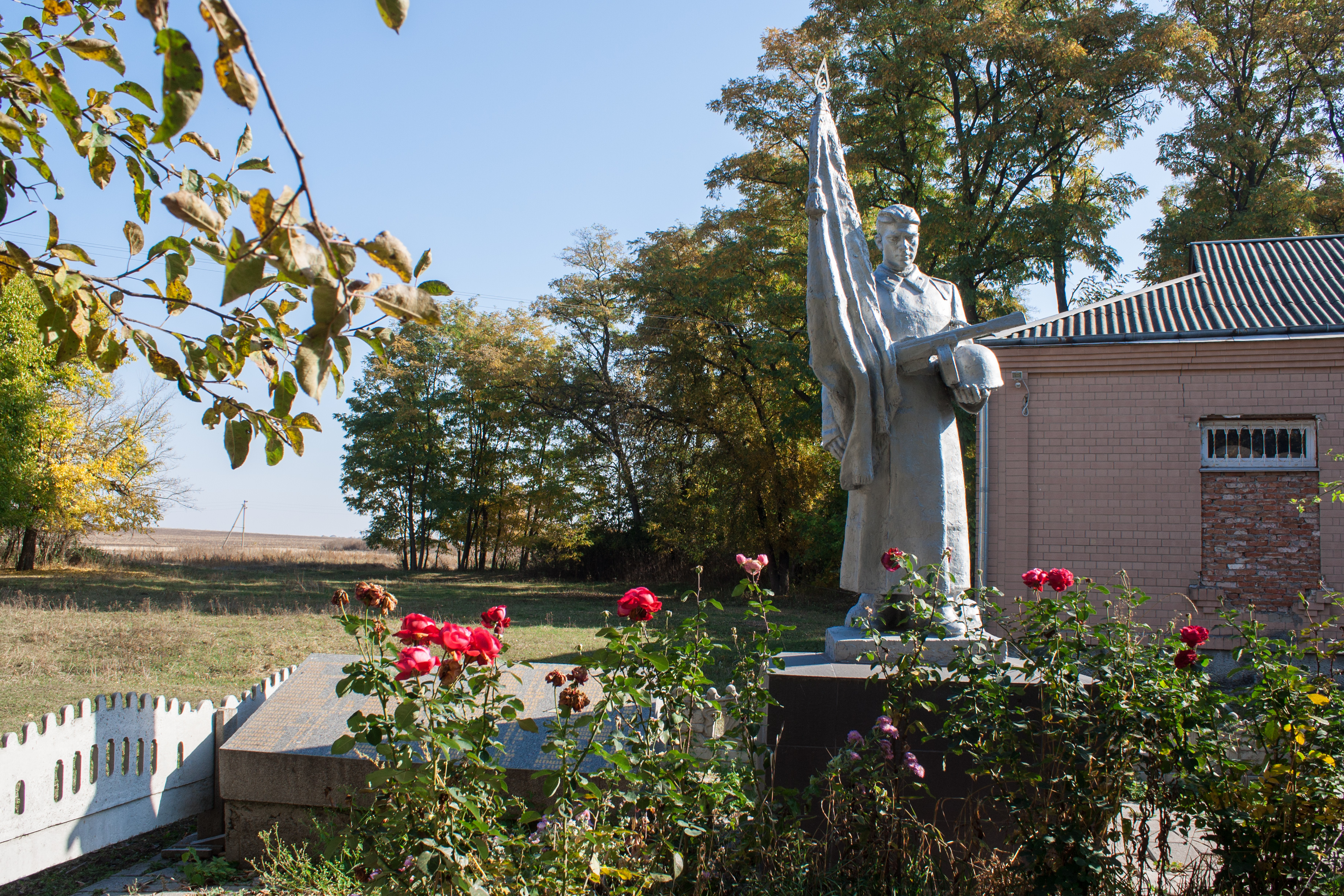
Братська могила радянських воїнів

У 1900 році тут було 132 двори; мешкало: чоловіків — 431, жінок — 357. На той час діяли церква, церковно-приходське училище, водяний млин та 2 вітряки.
У 1905 році село відносилося до Верхняцької волості Уманського повіту Київської губернії, у землекористуванні населення знаходилося 552 десятини.
У 1930 році під час археологічних розкопок поблизу села виявлено поселення трипільської культури: біноклеподібний глиняний посуд з орнаментом та частини керамічного посуду. Усе передано до Уманського краєзнавчого музею.
Уродженцем села є Мельник Онисим Петрович — український письменник.